# Mizaga chevreuxi
Espèce
Mizaga chevreuxi est une espèce d'araignées aranéomorphes de la famille des Argyronetidae.

## Distribution
Cette espèce est endémique du Sénégal.

## Description
La femelle holotype mesure 3 mm.
La femelle décrite par Roth en 1967 mesure 3,7 mm.

## Systématique et taxinomie
Cette espèce a été décrite par Simon en 1898.

## Étymologie
Cette espèce est nommée en l'honneur d'Édouard Chevreux.

## Publication originale
- Simon, 1898 : Histoire naturelle des araignées. Paris, vol. 2, p. 193-380 (texte intégral).